# NGC 5791
NGC 5791 is een elliptisch sterrenstelsel in het sterrenbeeld Weegschaal. Het hemelobject werd op 19 mei 1787 ontdekt door de Duits-Britse astronoom William Herschel.

## Synoniemen
- ESO 581-7
- MCG -3-38-35
- PGC 53516